# 瑞万库尔
瑞万库尔（法語：Juvaincourt，法語發音：[ʒyvɛ̃kuʁ] ⓘ）是法国大東部大區孚日省的一个市镇，属于讷沙托区。

## 地理
瑞万库尔（48°19'52"N, 6°3'30"E）面积8.82 平方千米，位于法国大東部大區孚日省，该省份为法国东北部内陆省份，北起默兹省和默尔特-摩泽尔省，西接上马恩省，南至上索恩省和贝尔福地区省，东临上莱茵省和下莱茵省。
与瑞万库尔接壤的市镇（或旧市镇、城区）包括：博德里库尔、栋瓦利耶、小弗勒内勒、奥埃勒维尔、皮济约。

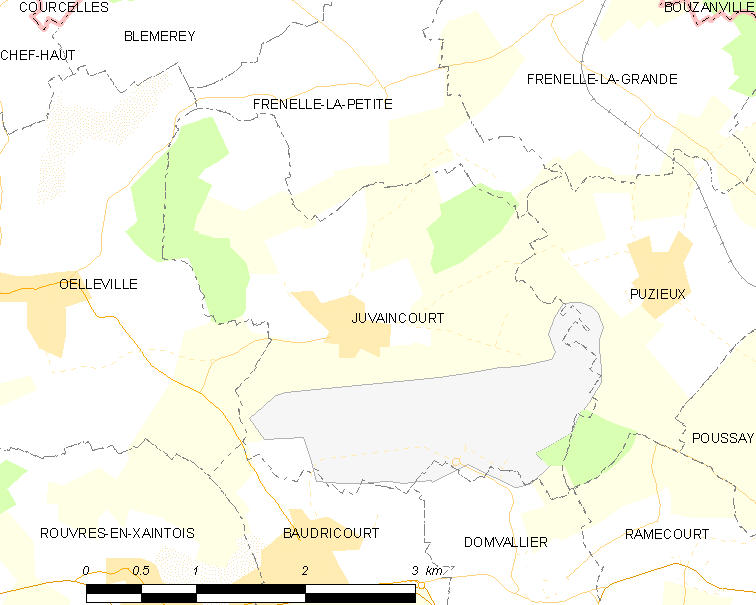
瑞万库尔的OSM定位图

瑞万库尔的时区为UTC+01:00、UTC+02:00（夏令时）。

## 行政
瑞万库尔的邮政编码为88500，INSEE市镇编码为88257。

## 政治
瑞万库尔所属的省级选区为米尔库尔县。

## 人口

1962-2008年间瑞万库尔人口变化图示

瑞万库尔于2022年1月1日时的人口数量为183人。